# فرزاد بازفت

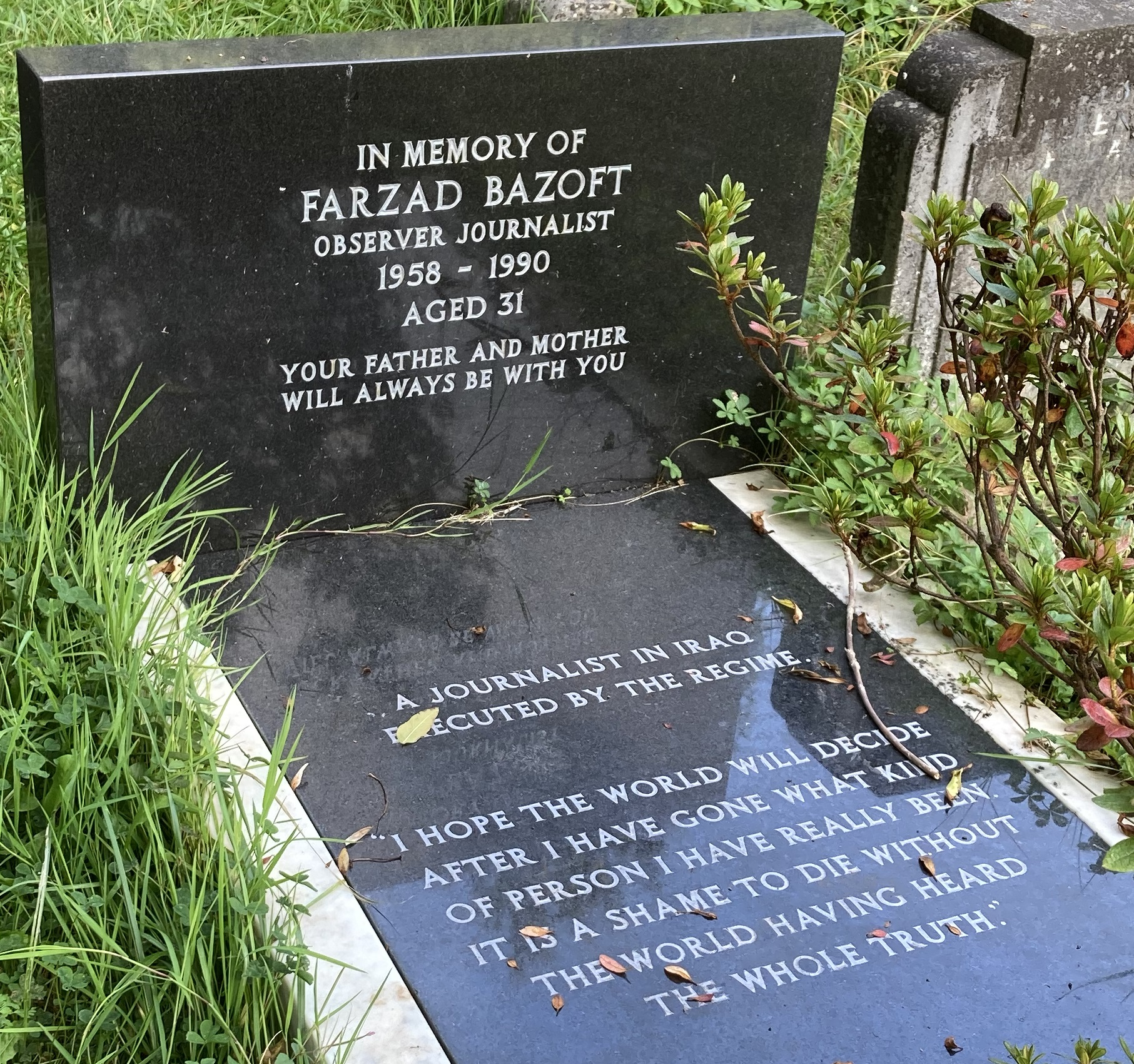
سنگ قبر او در گورستان هایگیت، لندن.

فرزاد بازُفت با نام کامل فرزاد رباطی بازفت (با اصالت بختیاری)، ایرانی مقیم بریتانیا و خبرنگار نشریه آبزرور انگلستان که در ۱۵ مارس ۱۹۹۰ به دستور صدام حسین با شلیک توپ تانک زرهی کشته شد؛ اعدام او خشم گسترده جهانی را به دنبال داشت.

## سفر به عراق و دستگیری
فرزاد بازفت در سال ۱۹۹۰ میلادی در سفری به عراق توسط نیروهای امنیتی رژیم صدام حسین دستگیر شد و در تاریخ ۱۵ مارس در زندان ابوغریب به جرم جاسوسی برای اسرائیل به وسیله شلیک توپ کشته واعدام شد او پس از انفجاری که در پایگاه نظامی حله در جنوب بغداد رخ‌داد و سر و صدای زیاد بپا کرد به کمک یک پرستار بریتانیایی به نام دافنه پریش سفر کرد. عکس‌هایی از محل انفجار تهیه کرد و از خاک آنجا نمونه برداری کرد. او در هنگام بازگشت به بریتانیا در فرودگاه دستگیر و به سلول انفرادی در زندان ابوغریب انتقال پیدا کرد. در اول نوامبر سال ۱۹۸۹، شش هفته بعد از دستگیری، او در مقابل دوربین‌های تلویزیونی نشانده شد و به جاسوسی برای اسراییل اعتراف کرد. او نهایتاً در ۱۰ مارس ۱۹۹۰ در یک محاکمه یک روزه در پشت درهای بسته، به اعدام محکوم شد. حکم اعدام او ۵ روز بعد اجرا شد و جنازه او در یک صندوق چوبی برای خانواده وی فرستاده‌شد.

## واکنش‌ها
دولت انگلستان در واکنش به اعدام خبرنگار روزنامه آبزرور سفیر خود در عراق را به لندن فرا خواند و تمام سفرهای رسمی مقامات دولت انگلستان به عراق را برهم زد. اعدام فرزاد بازفت باعث خشم عمومی در غرب و انتقاد بسیار گسترده رسانه‌های کشورهای غربی و سازمان‌های مدافع حقوق خبرنگاران و همچنین سازمان‌های مدافع حقوق بشر از رژیم صدام حسین برای قتل خبرنگاران شد. با این حال بر خلاف وعده‌های مقامات بریتانیایی به عموم برای اقدام قاطع در برابر این اعدام در عمل کابینه مارگارت تاچر، نخست‌وزیر وقت بریتانیا، تصمیم گرفت تا از هرگونه تحریمی علیه عراق خودداری نماید. بر اساس مدارکی که در سال ۲۰۱۶ در اختیار عموم قرار گرفت دولت انگلستان به این نتیجه رسید که قطع روابط تجاری یا اعتباری با عراق «تأثیری در عملکرد دولت عراق نخواهد داشت» و اثر مخربی بر منافع «صنایع بریتانیا خواهد داشت» و از اقدامی مؤثر تنبیهی علیه دولت عراق در این زمینه سر باز زد.
ماه‌ها پس از اعدام وی، در ۲ آگوست ۱۹۹۰ عراق به کویت حمله کرد و اولین جنگ خلیج فارس را آغاز نمود. در جریان آن جنگ، تانک فرماندهی تیپ ۷ زرهی ارتش بریتانیا، انتقام بازفت نامگذاری شد.
پس از اشغال عراق در ۱ مه ۲۰۰۳ میلادی نشریه آبزرور رد افسر اطلاعاتی و بازجوی درگیر در پرونده اعدام فرزاد بازفت را پیدا کرد. افسر اطلاعاتی عراقی با نام کاظم عسکر که دارای درجه سرهنگی بود اعتراف کرد که اتهام جاسوسی برای فرزاد بازفت اتهامی غیرواقعی بوده و برچسب جاسوسی و دستور اعدام به حکم صدام حسین انجام گرفته بوده‌است. او هنگام مرگ همچنان تابعیت ایران را داشت و شهروند کشور دیگری نبود.